# عملية عزم الأطلسي

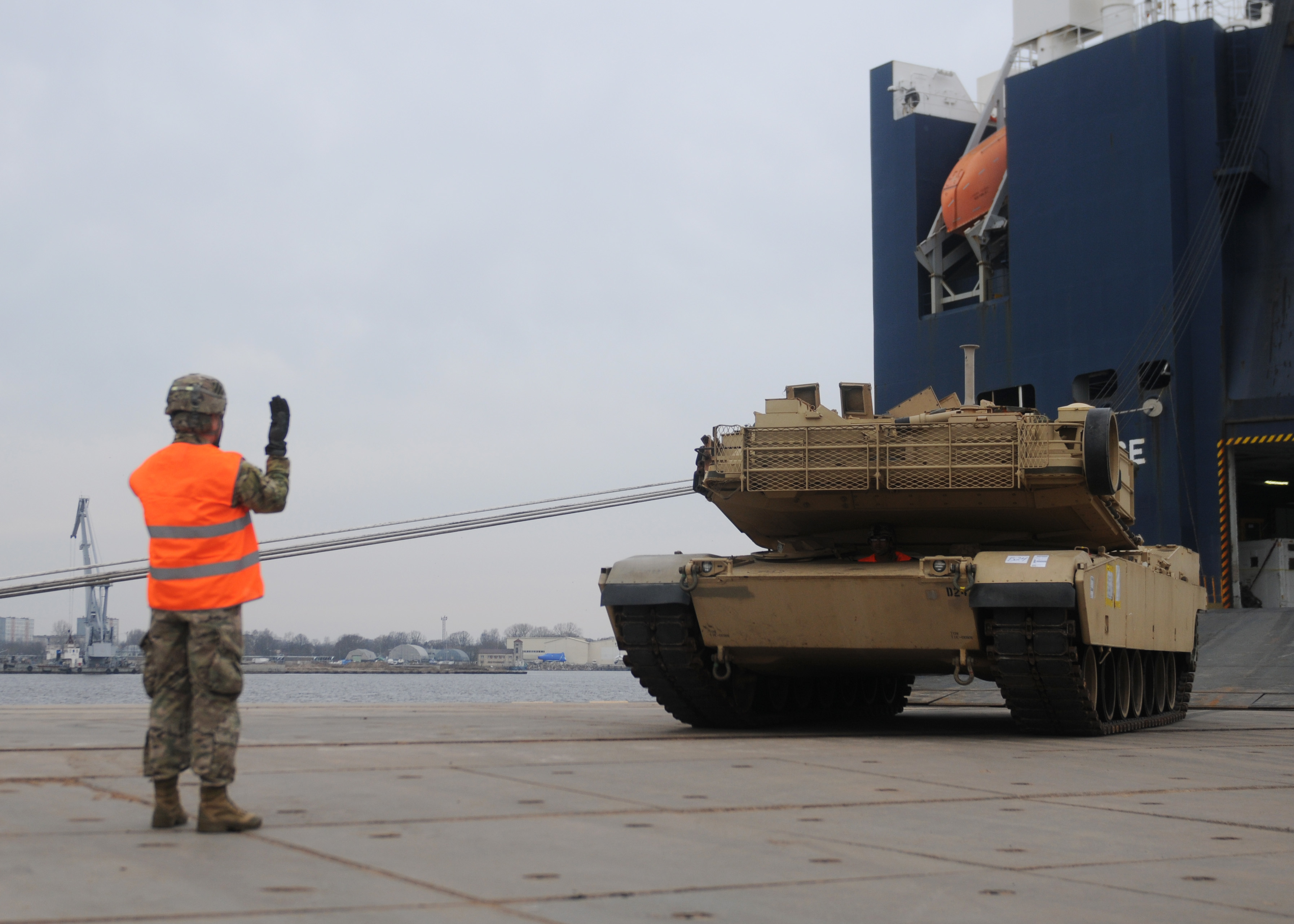
دبابة للجيش الأمريكي تغادر سفينة في ريغا، لاتفيا، في إطار تدريبات أجريت كجزء من عملية عزم الأطلسي في 20 مارس 2015.

عملية عزم الأطلسي (بالإنجليزية: Operation Atlantic Resolve)‏ هي عملية عسكية جارية حاليا ردا على تصرفات روسيا في أوكرانيا، وعلى رأسها الحرب في دونباس. يقود العملية الجيش الأمريكي وحلف شمال الأطلسي. إتخذت الولايات المتحدة عدة خطوات فورية لإظهار تضامنها مع الناتو، مثل زيادة التواجد الجوي، الأرضي والبحري في المنطقة، وتعزيز التدريبات المقررة سابقا. الولايات المتحدة تتخذ اجراءات لتعزيز الخطط العسكرية والقدرات الدفاعية للناتو ولا تزال ملتزمة بالحفاظ على وجودها المستمر في أوروبا الشرقية.

## وصلات خارجية
- "عملية عزم الأطلسي". وزارة الدفاع الأمريكية. مؤرشف من الأصل في 2019-08-09.